# Discografia di Dr. Dre
La discografia di Dr. Dre, beatmaker, produttore discografico e rapper statunitense, è composta da tre album in studio, una colonna sonora e diciannove singoli.

## Album

### Album in studio
| Anno                                                                                          | Titolo e dettagli | Posizioni massime in classifica | Posizioni massime in classifica | Posizioni massime in classifica | Posizioni massime in classifica | Posizioni massime in classifica | Posizioni massime in classifica | Posizioni massime in classifica | Posizioni massime in classifica | Posizioni massime in classifica | Posizioni massime in classifica | Certificazioni |
| Anno                                                                                          | Titolo e dettagli | USA                             | AUS                             | CAN                             | FRA                             | GER                             | IRE                             | NDL                             | NZL                             | SWI                             | UK                              | Certificazioni |
| --------------------------------------------------------------------------------------------- | --- | ------------------------------- | ------------------------------- | ------------------------------- | ------------------------------- | ------------------------------- | ------------------------------- | ------------------------------- | ------------------------------- | ------------------------------- | ------------------------------- | --- |
| 1992                                                                                          | The Chronic - Pubblicato: 15 dicembre 1992 - Etichetta: Death Row, Interscope - Formati: CD, LP, cassetta, download digitale | 3                               | 91                              | —                               | —                               | 74                              | 48                              | —                               | —                               | —                               | 43                              | - USA: Platino (4) - UK: Oro                                                                                                   |
| 1999                                                                                          | 2001 - Pubblicato: 16 novembre 1999 - Etichetta: Aftermath, Interscope - Formati: CD, LP, cassetta, download digitale        | 2                               | 26                              | 2                               | 15                              | 20                              | 7                               | 17                              | 11                              | 36                              | 4                               | - USA: Platino (6) - AUS: Platino (2) - CAN: Platino (5) - FRA: Oro - GER: Oro - NZL: Platino (2) - SWI: Oro - UK: Platino (4) |
| 2015                                                                                          | Compton - Pubblicato: 7 agosto 2015 - Etichetta: Aftermath, Interscope - Formati: CD, LP, download digitale                  | 1                               | 1                               | 1                               | 1                               | 4                               | 1                               | 1                               | 1                               | 3                               | 1                               | - USA: Oro - AUS: Oro - FRA: Oro - UK: Oro                                                                                     |
| "—" indica che l'opera non si è classificata o che non è stata pubblicata in quel territorio. | |                                 |                                 |                                 |                                 |                                 |                                 |                                 |                                 |                                 |                                 | |

### Colonne sonore
| Anno                                                                                          | Titolo e dettagli                                                                                          | Posizioni massime in classifica | Posizioni massime in classifica | Posizioni massime in classifica | Posizioni massime in classifica | Posizioni massime in classifica | Certificazioni |
| Anno                                                                                          | Titolo e dettagli                                                                                          | US                              | CAN                             | FRA                             | GER                             | NLD                             | Certificazioni |
| --------------------------------------------------------------------------------------------- | --- | ------------------------------- | ------------------------------- | ------------------------------- | ------------------------------- | ------------------------------- | -------------- |
| 2001                                                                                          | The Wash - Pubblicato: 6 novembre 2001 - Etichetta: Aftermath, Interscope - Formati: CD, download digitale | 19                              | 9                               | 21                              | 20                              | 15                              | - USA: Oro     |
| "—" indica che l'opera non si è classificata o che non è stata pubblicata in quel territorio. | |                                 |                                 |                                 |                                 |                                 |                |

## Singoli
- 1992 – Deep Cover (feat. Snoop Doggy Dogg)
- 1992 – Nuthin' But a "G" Thang (feat. Snoop Doggy Dogg)
- 1993 – Fuck wit Dre Day (And Everybody's Celebratin') (feat. Snoop Doggy Dogg)
- 1993 – Let Me Ride (feat. Jewell & Snoop Doggy Dogg)
- 1994 – Natural Born Killaz (feat. Ice Cube)
- 1995 – Keep Their Heads Ringin'
- 1996 – Been There, Done That
- 1998 – Zoom (feat. LL Cool J), dalla colonna sonora di Bulworth - Il senatore
- 1999 – Still D.R.E. (feat. Snoop Dogg)
- 2000 – Forgot About Dre (feat. Eminem)
- 2000 – The Next Episode (feat. Snoop Dogg, Kurupt & Nate Dogg)
- 2001 – The Watcher
- 2001 – The Wash (con Snoop Dogg)
- 2001 – Bad Intentions (con Knoc-Turn'al)
- 2010 – Kush (feat. Snoop Dogg & Akon)
- 2011 – I Need a Doctor (feat. Eminem & Skylar Grey)
- 2015 – Talking to My Diary
- 2015 – Talk About It (feat. King Mez & Justus)
- 2016 – Come Back to the Business (feat. T.I.)
- 2022 – The Scenic Route (feat. Rick Ross & Anderson .Paak)
- 2022 – Gospel (feat. Eminem)
- 2022 – Fallin Up (feat. Thurz & Cocoa Sarai)
- 2022 – ETA (feat. Snoop Dogg, Busta Rhymes & Anderson .Paak)
- 2022 – Diamond Mind (feat. Nipsey Hussle)
- 2022 – Black Privilege